# Duvivieria
Duvivieria is een geslacht van kevers uit de familie bladkevers (Chrysomelidae).
De wetenschappelijke naam van het geslacht werd in 1903 gepubliceerd door Julius Weise. Het geslacht is vernoemd naar een collega van Weise: Antoine Duvivier (1859–1896).

## Soorten
- Duvivieria africana (Duvivier, 1892)
- Duvivieria apicitarsis (Weise, 1903)
- Duvivieria paradoxa (Dalman, 1823)
- Duvivieria subsulcata Weise, 1903